# Elías Fernández Albano
Elías Fernández Albano (Santiago, 1845 – Santiago, 6 de setembro de 1910) foi um político chileno. Formado em Direito pela Faculdade de Direito da Universidade do Chile, ocupou o cargo de presidente de seu país entre 16 de agosto de 1910 e 6 de setembro de 1910.